# Tinamou de Zimmer
Crypturellus duidae
Espèce
Statut de conservation UICN

 LC : Préoccupation mineure
Le Tinamou de Zimmer (Crypturellus duidae) ou tinamou à pattes grises, est une espèce d'oiseaux de la famille des Tinamidae.

## Taxinomie
Les noms espagnols de cette espèce incluent : Inambú de Patas Grises, Soisola Pata Gris, Tinamú Patigrís « tinamou à pattes grises ».

## Répartition
Cet oiseau vit dans des zones forestières disparates de Colombie, du Venezuela, du nord-est du Pérou et du nord-ouest du Brésil.